# Донме
Денмен, донме (фр. dönme , буквально — «відступник») — каббалістична секта, яка вийшла з юдаїзму, заснована Якобом Кверідо, братом останньої дружини Шабтея Цві (Саббатая Цеві).
Секта була заснована в 1683 році в м. Салоніки (звідси інша прийнята в Туреччині назва сектантів — Selânikliler). Згідно з ученням Денмен, Шабтай Цві є Месією. Його перехід в іслам пояснювався тим, що він повинен був опустити душу месії до самої глибини гріховності, щоб підібрати останні Іскри Божественного Світла, які впали в саму безодню. Слідом за засновником, формально перейшли в іслам і сектанти.
Пізніше з вченням Денмен познайомився Якоб Франк і сам заразився ідеєю месіанства і Святого відступництва, викликавши масовий перехід польських євреїв в католицтво.
В кінці XVII — початку XVIII ст. Денмен розкололися на гілку з Ізміра (Ізмірлілер) і гілка учня Шабтей Цві, Якоба Керіз (Якубілер).
У 1716 році частина Ізмірлілерів оголосили сина Якоба Керіз, Берахію Руссо (він же Осман-Баба), втіленням (гілгул) Шабтея Цві, так утворилася група Каракашлар (на турецькому — чорнобриві). У 1720 році виникла угруповання Капанджілар (власники ваг), що відкидає авторитет Якоба і Берахіі.
Різні групи Денмен перебували у сварці і не ріднилися одна з одною. Уже в XIX столітті чимало Денмен асимілювалися. Шлюби Денмен укладали тільки всередині громади, що призвело до часткової генетичної рецесії.
Під час обміну населенням між Грецією і Туреччиною прихильники Денмен були зараховані до мусульман і змушені були покинути Салоніки.

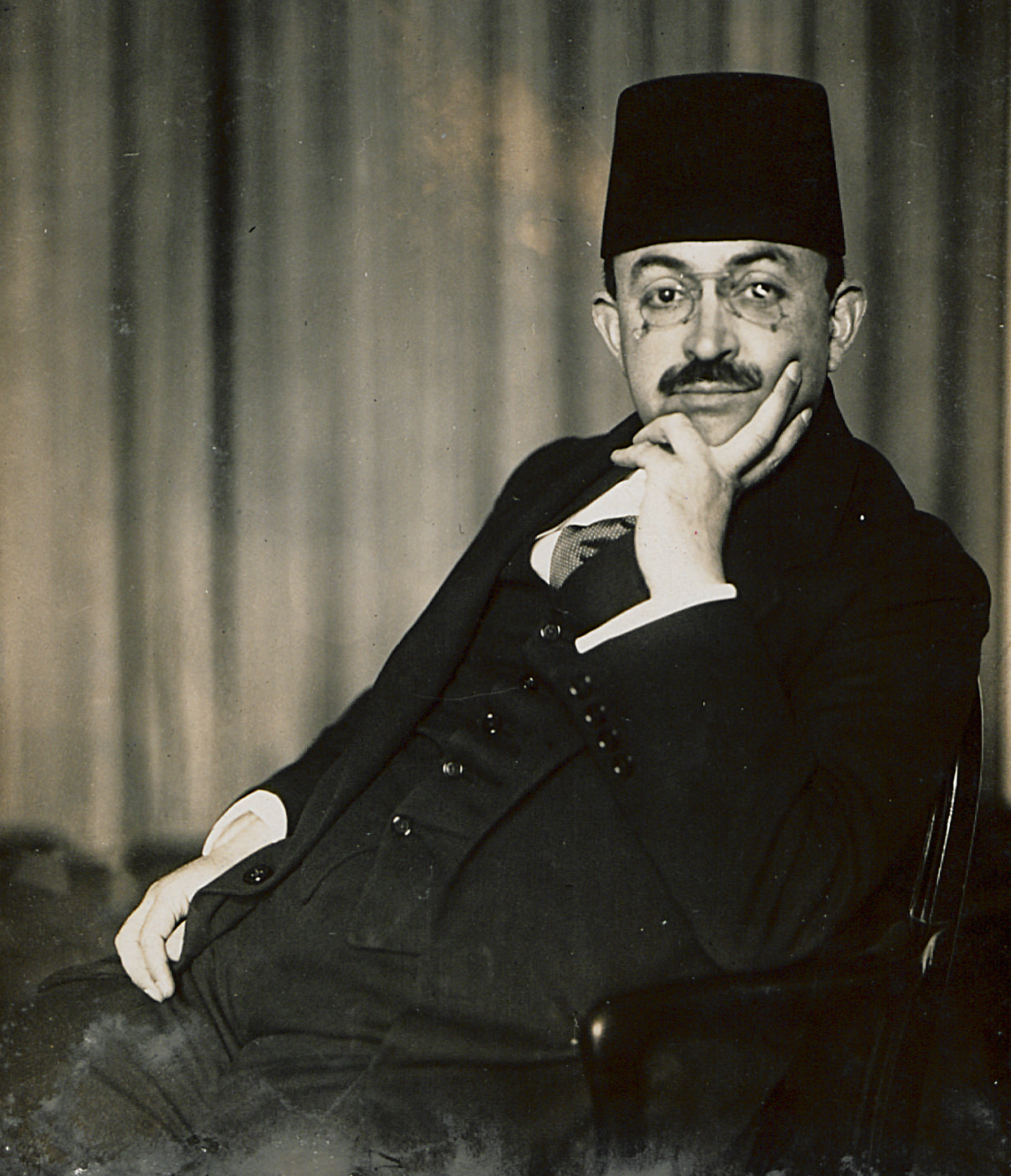
Мехмед Джавід-бей у 1917

Одним із керівників змови з метою вбивства президента Ататюрка в Ізмірі після заснування Турецької Республіки був Мехмед Джавід-бей (1875—1926), член-засновник Комітету єдності та прогресу та колишній міністр фінансів Османської імперії, денме. Після всебічного розслідування, проведеного урядом, Джавід-бей був засуджений і пізніше страчений через повішення в Анкарі 26 серпня 1926 року.
Викриття окремих людей або родин як денме є невід'ємною частиною агітації турецьких антисемітів. Денме часто стають предметом теорій змови. Радикальні ісламісти звинувачують в революції трьох ворогів — «сіоністів, масонів і Денмен».
Так чи інакше, Денмен належали до інтелектуальної еліти і при цьому залишалися закритим співтовариством, що призводило до появи різних чуток і підозр у змовах. До кінця XX століття Денмен повністю інтегрувалися у світську Туреччину і перестали укладати шлюби виключно всередині громади. Зараз замкнутий характер має тільки група каракашларів.
Ставлення єврейської громади Туреччини до Денмен було різко негативним: члени секти розглядалися як відступники, що остаточно порвали зв'язок з юдаїзмои. Однак в побуті Денмен і євреї нерідко підтримували нормальні відносини.
Зараз в Туреччині проживають близько 2 500 Денмен. Зокрема, до них належав колишній міністр закордонних справ Ісмаїл Джем.
Турецькі антисемітські руху завжди атакували Денмен, їх також звинувачували в організації загального змови і в тому, що вони — таємна сила, яка керує турецьким урядом.
Турецький журналіст і активіст Денмен Ільгазі Зорлу, який заснував у 2000 році видавництво «Zvi Publishers», хотів визнання його євреєм, але бейт дін (рабинський суд) відмовився визнавати його євреєм без повного звернення в юдаїзм і відкинув його претензії. Зорлу заявив, що прийняв юдаїзм в Ізраїлі, і подав позов про офіційні зміни в його документах віросповідання з ісламу на юдаїзм. Суд задовольнив його вимоги 7 серпня 2000 р. Це також викликало скандал, зокрема, через те, що він співпрацював з антисемітськими активістами, такими як Мехмед Шевкет Ейгі (тур. Mehmed Şevket Eygi).